# Stazione di Scorcetoli
Stazione di Scorcetoli vasútállomás Olaszországban, Filattiera településen.

## Vasútvonalak
Az állomást az alábbi vasútvonalak érintik:
- Parma–La Spezia-vasútvonal

## Kapcsolódó állomások
A vasútállomáshoz az alábbi állomások vannak a legközelebb:
- Stazione di Filattiera (Stazione di La Spezia Centrale, Parma–La Spezia-vasútvonal)
- Stazione di Pontremoli (Stazione di Parma, Parma–La Spezia-vasútvonal)